# 光盤行動
光盤行動（こうばんこうどう、中国語: 光盘行动）は、2013年に中華人民共和国で広まった、食事を残さずに食べようと呼びかける運動。ここでいう「光盤」とは「皿を空にする」という意味である。
2013年1月16日に、北京市の「IN_33」という団体が提起した公益活動であり、この活動は、ネット上や、芸能界の人々の間で多くの支持を集め、飲食業企業もこれに加わった。「光盤行動」は、雑誌『咬文嚼字』が選んだ2013年の中国十大流行語のひとつとなった。

## 背景
もともと中国では、宴席などでの割り勘の習慣がなく、誰かがホストとして全額を負担するのが慣行であり、ゲストが食事を残さず食べるともてなしが足りなかったと解されるため、会食の際には食べ残しをすることがマナーとなっている。かつてはこうした慣行を前提に、残った食品を持ち帰ることが広く行われていたが、社会が豊かになるにつれて持ち帰らず廃棄されることも増えてきている。このため、食品ロスの問題が著しく、生活水準の向上とともに、この問題も深刻化してきており、年間の食品ロスは一説には数千万人から2億人分の食費に匹敵するとも報じられている。

## 始まり
光盤行動は、2013年1月初めに「IN_33」のメンバーのうち３名が、「私からはじめ、今日のご飯を残しません（从我做起，今天不剩饭）」と言い始めたのが発端であるとされ、その後3人のうちのひとり張頁（张页）がこの行動を「光盤行動」と名を付けた。また、一説には、ある新聞社の社長が微博に、綺麗に食べ終えた食事の写真とともに「きれいに食べきろう（吃光盤里的東西）」と投稿したのが契機であるともいう。
1月15日には、「IN_33」を組織する30名余りが北京市のホテルやガソリンスタンドポスターの掲示やチラシの配布を始めた。ただし、正式な活動の開始は、1月16日からとされている。1月21日には、光盤行動に関するミニブログ（微博）数が増え始め、その後はブームの状態が続いた。1月25日には『人民日報』が「＜光盤行動＞が熱烈な支持を集めている（ “光盘行动”得到热烈响应）」と題した記事を1面に掲載した後、各地のメディアや飲食業企業が、大規模にこれに参加するようになった。

## 再度のキャンペーン
2020年8月、中国共産党総書記習近平は「特別指示」を出し、浪費を戒め、節約することを改めて求めた。中国政府は第二次光盤行動を提起し、多くのレストランで少なめに盛り付けるメニューの提供が広まった。また、一部では「光盤行動監視ボランティア」が出現するなど、行き過ぎた監視体制が懸念されてもいる。